# قضاء العلم
قضاء العلم هو قضاء في محافظة صلاح الدين. حدوده من الغرب قضاء تكريت والمسافة بين العلَم ومدينة تكريت 16 كيلومتراً، ومن الشرق سلسلة جبال حمرين وفي أقصى شمال القضاء منطقة الفتحة المتاخمة لناحية العباسي، في شرق قضاء بيجي ومن الجنوب قضاء الدور، اُستحدثت ناحية العلَم يوم 2 آذار سنة 1962، وحُدد مركزها في القطعة رقم 19 من مقاطعة 27 المسمّاة (الخرجة والعالي)، ثم صارت الناحية قضاءً.

## السكان
العلم منطقة زراعية يسكنها حوالي 30 الف نسمة.
| السنة | العدد |
| 1977  | 12098 |
| 1987  | 18980 |
| 1997  | 30000 |
| 2009  | 50000 |
| 2015  | 57916 |
| 2019  | 61530 |

## أصل التسمية
سُمّي قضاء العلم بهذا الاسم لأن القائد صلاح الدين الأيوبي عندما قام بالفتوحات الإسلامية وضع أول علم على تل علوشة وهو المقبرة الرئيسية في الخرجة مركز قضاء العلم وأيضا تسمى قديما بالخرجة وسبب تسميتها بهذا الاسم أن على أرضها كان يجمع الخراج (المال) في زمن الدولة العباسية.

## الموقع
يقع القضاء على ضفاف نهر دجلة ويتكون في الغالب من أراض زراعية وبساتين. تتميز بكثافة سكانية عالية خصوصا بعد انتقال مئات العوائل من مدن عراقية عدة إليها بعد الغزو الأمريكي في 2003.
ينقسم القضاء إلى منطقتين: منطقة السهل الفيضي والتي تشمل جانب النهر وهي عبارة عن بساتين ومناطق زراعية. والمنطقة الديمية التي تقع شرق منطقة السهل الفيضي باتجاه مرتفعات حمرين. وقد ساعد هذا التكوين الجغرافي على الاستيطان في هذه المنطقة منذ العصر الحجري الحديث كما تشير الآثار التي عُثر عليها من الفخار الملوّن التي كشفتها تنقيبات دار الآثار العراقية عام 1964.
لقد انتقل الإنسان العراقي من الشمال إلى الجنوب متخذا نهر دجلة طريق لانتقاله من نينوى إلى الشرقاط وإلى سامراء ومنها إلى الجنوب. مما جعل قضاء العلم حلقة وصل مهمة بين مواقع شمال ووسط وجنوب العراق.
تتبع عدة قرى إداريا إلى قضاء العلم:
- قرية الخرجة وهي مركز قضاء العلم
- قرية سمرة.
- قرية الربيضة.
- قرية تل السيباط.
- قرية الفتحة.
- قرية الخزيفي.
- قرية الخزامية.

## مقاطعات قضاء العلَم
مساحة قضاء العلم 1442 كيلومتراً مربعاً.
| المقاطعة ورقمها               | مساحتها | إحداثياتها |
| الخرجة والعالي 27             |         |            |
| سمرة والعيادي 28              |         |            |
| الخزامية 29                   |         |            |
| أربيضة 30                     |         |            |
| البزيخة 31                    |         |            |
| اللقلق 33                     |         |            |
| العكوز واللقلق 36             |         |            |
| سياح الجبل أربيضة الشرقية 37  |         |            |
| صديرة الجبل وأربيضة 38        |         |            |
| دجلة والبومة 39               |         |            |
| سياح الجبل أربيضة الجنوبية 40 |         |            |
| الخزامية الشرقية وحليحل 41    |         |            |
| عيثة التزكام وحليحل 43        |         |            |
| المعيبدي الشمالية 44          |         |            |
| المبدد 45                     |         |            |
| الدراجية 46                   |         |            |
| المعيبدي وتلول الصفر 48       |         |            |
| المجرة وتل الرجم 51           |         |            |
| العكوز الجنوبية 52            |         |            |
| صدر الفتحة ووادي الرفيع 53    |         |            |
| صديرة الطرفاوي والبومة 54     |         |            |
| طعان وسيحة الملح 55           |         |            |
| انخيلة والمعيبدي 56           |         |            |
| الدراجية الشمالية 57          |         |            |

## شخصيات من قضاء العلم
1. عبد الله حسين جبارة. -نائب محافظ صلاح الدين 2005-2009